# Saint-Clair (Vienne)
Saint-Clair is een gemeente in het Franse departement Vienne (regio Nouvelle-Aquitaine) en telt 188 inwoners (1999). De plaats maakt deel uit van het arrondissement Châtellerault.

## Geografie
De oppervlakte van Saint-Clair bedraagt 10,9 km², de bevolkingsdichtheid is 17,2 inwoners per km².
De onderstaande kaart toont de ligging van Saint-Clair (Vienne) met de belangrijkste infrastructuur en aangrenzende gemeenten.

## Demografie
Onderstaande figuur toont het verloop van het inwonertal (bron: INSEE-tellingen).